# 뮌스터 주교후궁

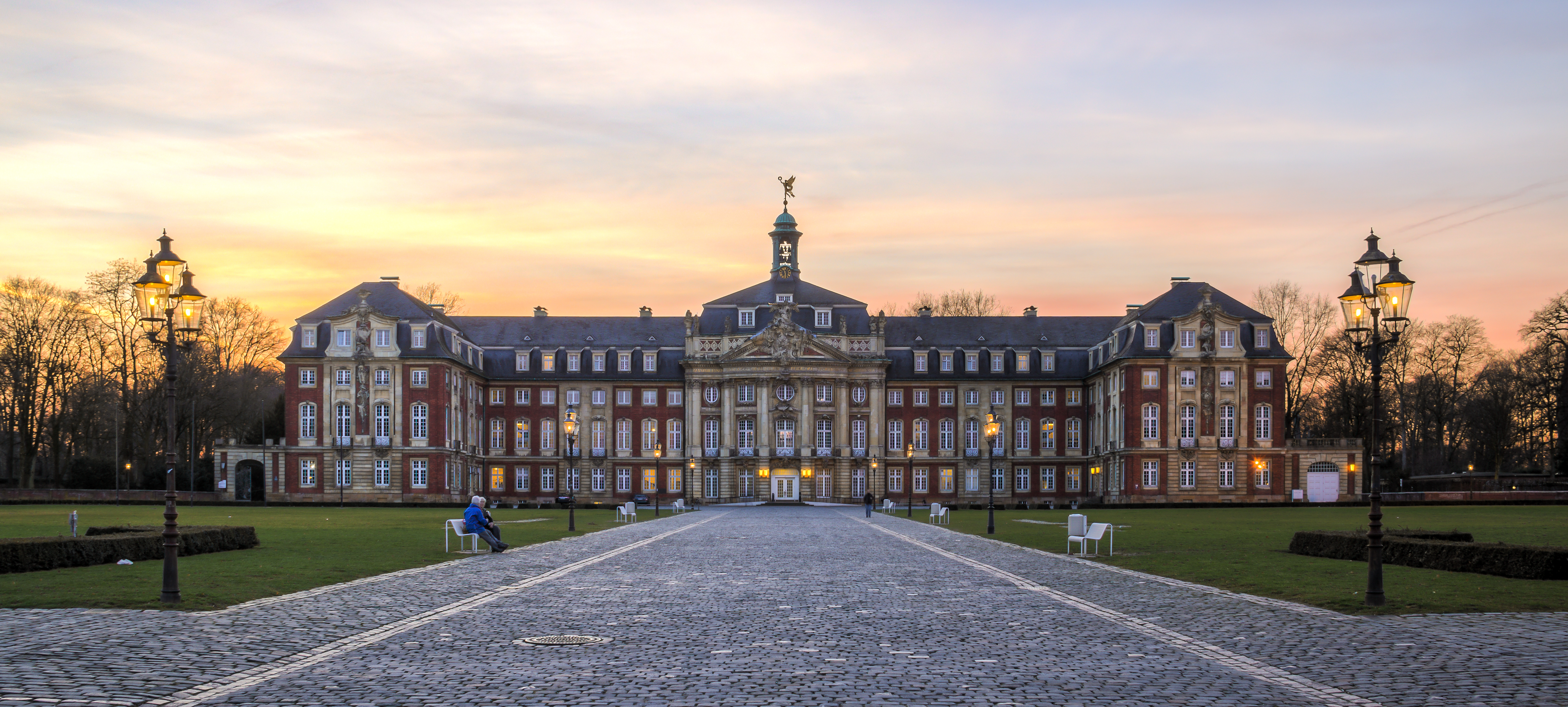
뮌스터 주교 궁전

뮌스터 주교 궁전(독일어: Fürstbischöfliches Schloss Münster 퓌르스트비쇠플리헤스 슐로스 뮌스터[*])은 독일 노르트라인베스트팔렌주 뮌스터에 위치한 궁전이다. 1767년부터 1987년까지 지어졌으며, 막시밀리안 프레드리히 폰 쾨니히세그 로텐펠스의 저택이였다. 건축가 요한 콘라트 슐라운에 의해 설계되었다.